# Dolichovespula baileyi
Dolichovespula baileyi är en getingart som beskrevs av Archer 1987. Dolichovespula baileyi ingår i släktet långkindade getingar, och familjen getingar. Inga underarter finns listade i Catalogue of Life.